# Gyretes gradualis
Gyretes gradualis is een keversoort uit de familie van schrijvertjes (Gyrinidae). De wetenschappelijke naam van de soort is voor het eerst geldig gepubliceerd in 1907 door Régimbart.